# Deutscher Soldatenfriedhof Dionyssos-Rapendoza

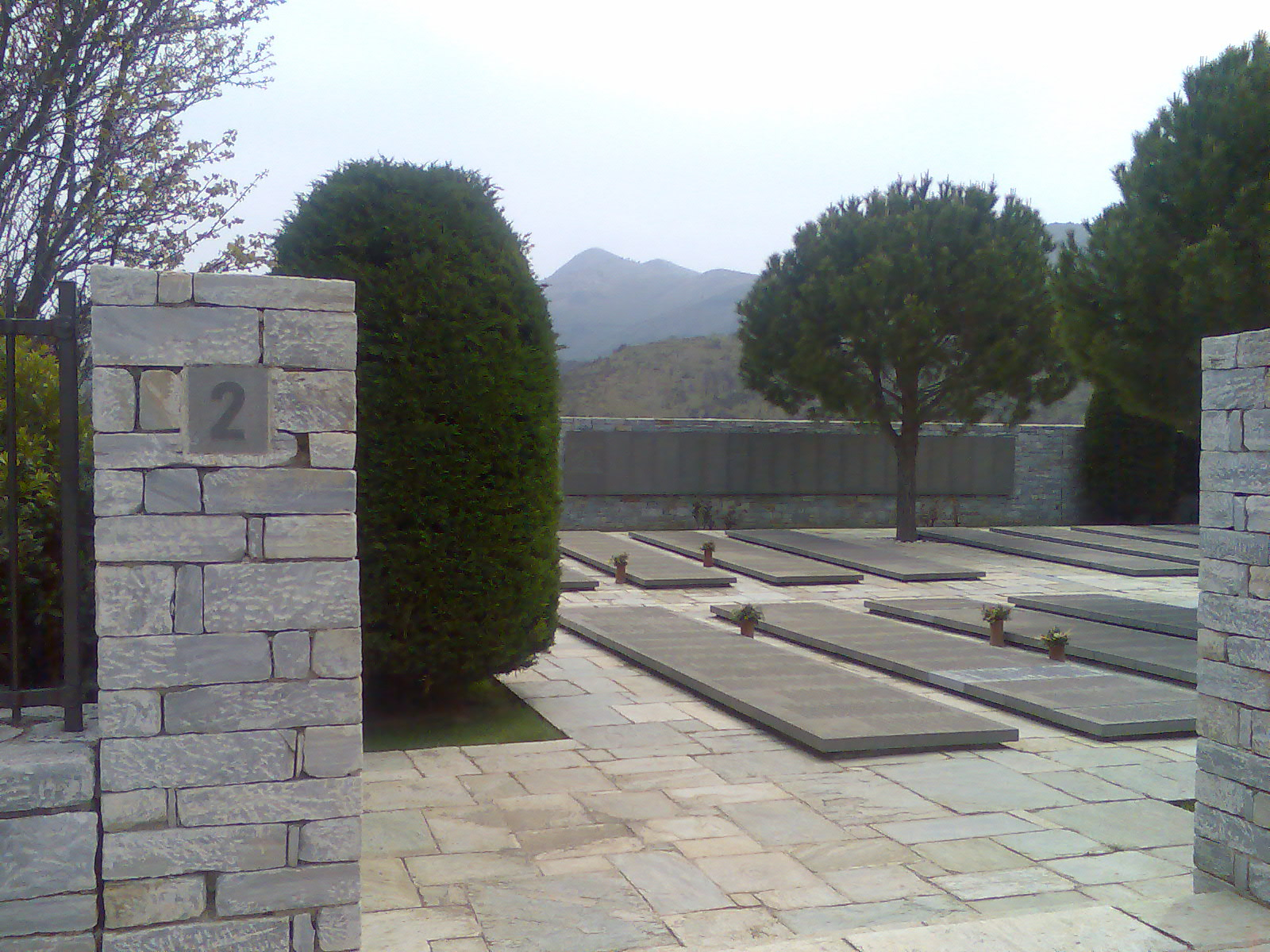
Ein Teil des Friedhofs im Jahr 2010

Der Deutsche Soldatenfriedhof Dionyssos-Rapendoza befindet sich 30 km nordöstlich von Athen im Pentelikon. Hier ist die Ruhestätte für etwa 9.900 deutsche Soldaten. Die Anlage wurde am 28. September 1975 eingeweiht.
Auf dem Deutschen Soldatenfriedhof Dionyssos-Rapendoza liegen 68 Gefallene des Ersten Weltkrieges und 9905 Gefallene des Zweiten Weltkrieges, die von verschiedenen Friedhöfen in ganz Griechenland außer Kreta hierher umgebettet wurden. Die Anlage umfasst zwölf unterirdische Gruften, die auf drei ummauerte Höfe verteilt sind; in jeder Gruftkammer sind die Gebeine von bis zu 850 Toten untergebracht. 
Namen und Daten der hier Bestatteten sind auf Natursteintafeln vermerkt, die über den Gruftkammern liegen. Auch die Namen von 843 gefallenen Soldaten, deren leibliche Überreste nicht geborgen werden konnten, sind auf Erinnerungstafeln festgehalten.